# Dark Descent Records
Dark Descent Records ist ein in Colorado Springs ansässiges amerikanisches Musiklabel, das insbesondere auf Death Metal, Black Metal und verschiedene Spielarten des Doom Metal spezialisiert ist. 
Das Label wurde 2009 von Matt Calvert im Nebenerwerb gegründet, der zu dieser Zeit noch seinen Dienst beim US-Militär ableistete, und wurde Anfang 2012 dessen Vollzeiterwerb. Die erste Veröffentlichung von Dark Descent Records war die EP Burial Invocation von Ritual of the Grotesque, einer türkischen Death-Metal-Band.

## Veröffentlichungen (Auswahl)
- Anguish / Below – Anguish / Below (Split 2013)
- Birth A.D. – I Blame You (2013, auf Unspeakable Axe Records)
- Crypt Sermon – Out of the Garden (2015)
- Entrails – The Tomb Awaits (2011)
- Eternal Solstice / Pentacle – Eternal Solstice / Pentacle (Split, 2013)
- Gravehill – Death Curse (2014)
- Grave Ritual – Euphoric Hymns from the Altar of Death (2010)
- Horrendous – The Chills (2012)
- Imprecation – Satanae Tenebris Infinita (2013)
- Krypts – Remnants of Expansion (2016)
- Lantern – Below (2013)
- Lie in Ruins – Towards Divine Death (2014)
- Mandatory – In Torment (2010)
- Miasmal – Miasmal (2011)
- Morgion – God of Death & Disease (Kompilation, 2012)
- Mortuary Drape – Secret Sudaria (Wiederveröffentlichung)
- Nuclearhammer / Begrime Exemious – Heretical Serpent Cult (Split, 2011)
- Obscure Infinity / Profanal – United in Death (Split, 2011)
- Tyranny – Aeons in Tectonic Interment (2015)